# Hooke (Dorset)
Hooke est une paroisse civile et un village du Dorset, en Angleterre.